# Доброхотова, Людмила Николаевна
Лю́да Доброхо́това (10 августа 1961, Белгород — 12 июня 2012, Гуанчжоу) — российский модельер, дизайнер трикотажа.

## Биография
Родилась 10 августа 1961 года в Белгороде.
К миру моды Люду приобщила бабушка, работавшая на Тульской трикотажной фабрике. По окончании художественной школы им. Поленова в 1978 году Доброхотова поступила на должность ассистента главного художника экспериментального цеха Тульского трикотажного объединения «Заря». Год спустя стала художницей-модельером в ателье высшего разряда объединения «Заря». В 1986 году — главной художницей по трикотажу Тульского Дома моделей, через год художницей по костюмам в театре моды «Контур». В 1990 году учредила собственную фирму по производству трикотажных изделий ручной вязки.
В 1998 году переехала в Москву, где заявила о себе как об одном из наиболее оригинальных модельеров России. Коллекции Доброхотовой появляются в самых престижных бутиках Москвы и Европы. В 2000 году открывает собственный дом моды. Она становится лауреатом многочисленных профессиональных премий и членом Ассоциации Высокой моды и прет-а-порте России. Неоднократно была председателем жюри различных конкурсов («Кутюрье года», «Студенческая весна» и др.). В последние годы жизни занималась промышленным трикотажем. Являлась членом Творческого союза художников России и Международной федерации художников.
Скончалась 12 июня 2012 года в возрасте 50 лет в Гуанчжоу, где прожила последние семь лет. Тело Л. Доброхотовой кремировано, её прах развеян над рекой Чжуцзян.

## Награды и премии
- 1996 — 1-я премия конкурса «Burda Moden»
- 1999 — приз «Золотая вешалка» конкурса «Платье года»
- 1999 — приз на конкурсе Надежды Ламановой
- 2000 — призёр конкурса «Русский силуэт»
- 2000 — медаль «Золотой Сирин» I степени на IV Всероссийской выставке отечественных товаров
- 2003 — приз за коммерческий престиж (Мадрид)

## Интересные факты
- Доброхотову называют «королевой отечественного трикотажа»[3].
- По мнению журнала «Карьера», она входила в двадцатку ведущих модельеров России[4].
- Журнал «Лица» дважды включал Доброхотову в ежегодный рейтинг «1000 кумиров России».
- Автор неизданного автобиографического романа «Окно»[5].
- В своей тульской квартире организовала приют для бездомных собак. Нашла новых хозяев десяткам четвероногих питомцев.
- В 2002 году стажировалась в копенгагенской школе дизайна «Saga Furs».
- Любимым местом отдыха Доброхотовой была Ламма, один из островов Гонконга.